# Alain Besançon
Alain Besançon (VI Distrito de París, 25 de abril de 1932-9 de julio de 2023) fue un historiador francés, miembro de l'Institut, director de estudios en la EHESS, en el Instituto de historia social y en la Nouvelle Initiative Atlantique. Comunista al final de la época estalinista (entre 1951 y 1956) adoptó después posiciones de análisis crítico con la ideología comunista y con la cuestión del totalitarismo en general.

## Ruptura con el comunismo
Fue miembro del Partido comunista francés entre 1951 y 1956. Abandona el partido tras la revelación de los crímenes del estalinismo en el informe secreto de Jrushchov. Besançon se sintió avergonzado y enfadado por haber sido engañado: «Fue entonces cuando decidí explorar la historia de Rusia y de la URSS para comprender lo que me había ocurrido.»
Besançon afirmó no comprender a los que se han quedado en el PCF después de 1956. Entre los que decidieron marcharse, Besançon estableció una división entre los que «no se perdonaron a sí mismos», como Annie Kriegel o Emmanuel Le Roy Ladurie, «y los que se han perdonado». Alain Besançon se convirtió entonces en sovietólogo con el deber de arrepentirse por su militancia comunista: «Todo el tiempo que he pasado sobre la historia rusa y el comunismo soviético, a estudiarlo y analizarlo, espero que me sea descontado a modo de penitencia». Besançon consideró necesario emitir un juicio sobre los hechos históricos. Según él, la investigación histórica «debe conservar su sentida judicial. La investigación desemboca en el juicio cuando todas las piezas han sido consultadas y evaluadas con precisión.» Añade que «el juicio de la historia rusa en el tribunal de la historia» es una «causa capital».
En su libro Le Malheur du siècle, Besançon afirmó que el comunismo es más perverso que el nazismo porque utiliza el espíritu universal de justicia y de bondad para difundir el mal. Cada experiencia comunista empieza desde la inocencia para llevar hasta el crimen en nombre del bien.

## Obras
- Le Tsarévitch immolé, 1967.
- Histoire et expérience du moi, 1971.
- Entretiens sur le Grand Siècle russe et ses prolongements (en collaboration), 1971.
- Éducation et société en Russie, 1974.
- L'Histoire psychanalytique, une anthologie, 1974.
- Être russe au XIXème siècle, 1974.
- Court traité de soviétologie à l'usage des autorités civiles, militaires et religieuses, 1976 (préface de Raymond Aron).
- Les Origines intellectuelles du léninisme, Calmann-Lévy, 1977.
- La Confusion des langues, 1978.
- Présent soviétique et passé russe, Livre de poche, Paris, 1980 (réédité : Hachette, Paris, 1986).
- Anatomie d'un spectre : l'économie politique du socialisme réel, Calmann-Lévy, Paris, 1981.
- Courrier Paris-Stanford (en collaboration), 1984.
- La Falsification du bien, Soloviev et Orwell, 1985.
- Une génération, Julliard, 1987.
- Vendredis, 1989.
- L'Image interdite, une histoire intellectuelle de l'iconoclasme, 1994.
- Trois tentations dans l'Église, 1996.
- Aux sources de l’iconoclasme moderne, 1998.
- Le Malheur du siècle : sur le communisme, le nazisme et l'unicité de la Shoah, Fayard, 1998, 166 p.
- Émile et les menteurs, 2008.
- Cinq Personnages en quête d'amour. Amour et religion, 2010.
- Sainte Russie, 2012.
- Le Protestantisme américain. De Calvin à Billy Graham, 2013.
- Problèmes religieux contemporains, 2015.
- Contagions, volumen que recoge varios de sus ensayos, 2018